# Pavle

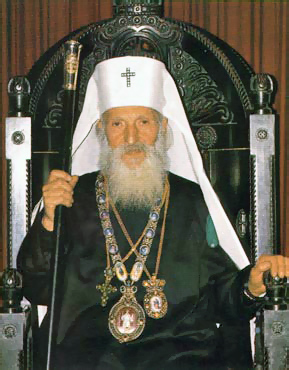
Pavle i oktober 1992.

Pavle, (serbisk kyrilliska: Павле) född som Gojko Stojčević (Гојко Стојчевић) den 11 september 1914 i  Donji Miholjac, dåvarande Österrike-Ungern (i nuvarande Kroatien), död 15 november 2009 i Belgrad, Serbien, var Serbisk-ortodoxa kyrkans patriark från den 1 december 1990 till sin död.

## Liv
Gojko Stojčević blev tidigt föräldralös och uppfostrades av sin faster. Han gick prästseminariet, och gick i flykt i ett kloster under andra världskriget. Efter krigsslutet tog han ett arbete men gick sedan av hälsoskäl i kloster 1946 varvid han antog namnet Pavle efter Paulus. Han hade olika befattningar i kyrkan, studerade i Aten, och vigdes 1957 till biskop. Efter att ha varit biskop i 33 år valdes han till den avlidne patriark Germans efterträdare som patriark av Serbisk-ortodoxa kyrkan. Han var Serbisk-ortodoxa kyrkans patriark under krigen i forna Jugoslavien. Efter sin död efterträddes han som patriark av Irinej.